# Blatta orientalis
Blatta orientalis Linnaeus, 1758, conosciuta anche come scarafaggio nero comune, è un insetto appartenente all'ordine dei Blattodea. È la più comune blatta che infesta le abitazioni; originaria della Russia, è ormai diffusa in tutto il mondo, fatta eccezione per le zone con clima eccessivamente rigido.

## Descrizione
La colorazione è bruna tendente al nero. Questa specie presenta un dimorfismo sessuale: mentre il maschio ha ali normali, la femmina ha ali anteriori molto brevi, ali posteriori atrofiche ed entrambe non sono in grado di volare. La lunghezza è compresa tra i 25  e i 33 mm. È caratterizzata dalla forma appiattita e da lunghe antenne filiformi.

## Ciclo vitale
Le femmine maturano un massimo di 16 uova nelle ooteche, lunghe 10 mm, che successivamente vengono deposte in ambienti  favorevoli allo sviluppo della prole. Le neanidi schiudono generalmente di notte, sfruttando l'ampolla cervicale per rompere l'ooteca ed uscire all'aperto. Il ciclo vitale è relativamente lungo: viene completato in circa 10-15 mesi a seconda del clima e delle disponibilità di cibo. Lo stadio di uovo dura da 37 a 81 giorni, quello di ninfa dalle 24 alle 140 settimane, quello della vita da adulto dalle 5 alle 26 settimane.

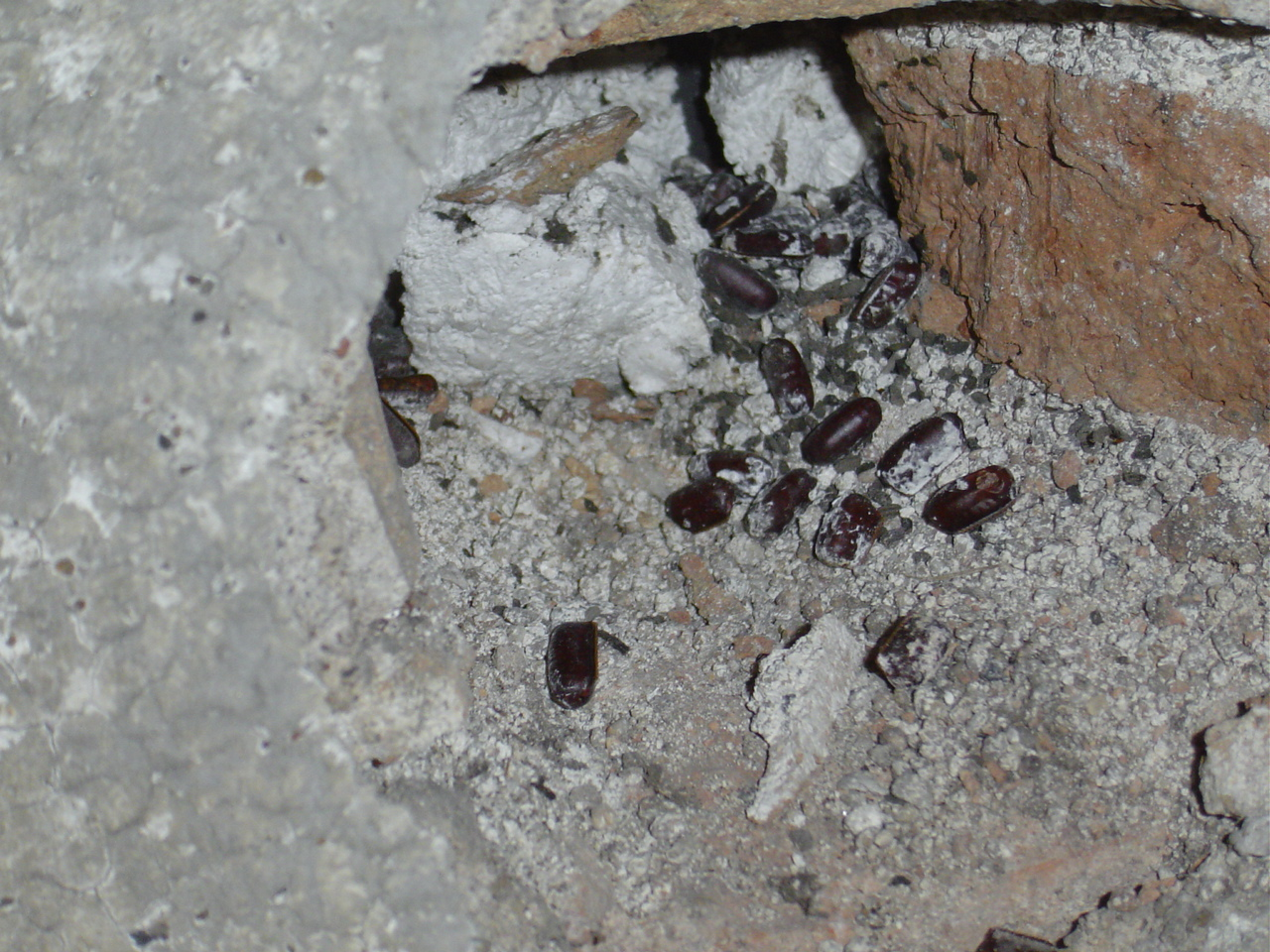
Ooteche di Blatta orientalis

## Habitat e comportamento
La Blatta orientalis è diffusa in tutto il mondo, soprattutto nelle zone a clima temperato in quanto  predilige ambienti più freddi rispetto alle altre specie dell'ordine Blattodea. È diffusa soprattutto nelle zone antropizzate, dove molto spesso la sua presenza è legata a condizioni di scarsa igiene. La sopravvivenza è legata alla presenza abbondante di acqua più delle altre specie. Si sviluppa nelle abitazioni riscaldate, dove vi è abbondanza di nascondigli e cibo, o in luoghi non esposti a grandi sbalzi di temperatura.

Questa specie è relativamente letargica, predilige il movimento nelle ore notturne ed evita ambienti luminosi: la sua comparsa in orario diurno indica una grande infestazione. Contrariamente a quanto si pensa, è  un insetto capace di muoversi agevolmente sia sulle pareti che sui soffitti delle abitazioni domestiche. Nonostante gli esemplari adulti abbiano una massa corporea piuttosto rilevante sono capaci di attraversare fessure che misurano pochi decimi di millimetro. Rispetto alle altre specie è più lenta e meno prudente.

È molto vorace, praticamente onnivora.

## Parassiti
Tra i parassiti di questa specie i più diffusi sono due Imenotteri: l'evanide (Evania appendigaster) e il calcidoideo (Tetrastichus hagenowi), le cui larve si sviluppano nelle ooteche e vivono a spese delle uova.

## Rapporti con l'uomo
La Blatta orientalis, oltre ai danni che porta all'uomo nutrendosi delle sue derrate alimentari, trasferisce a queste il disgustoso odore delle sue ghiandole repugnatorie, è ospite intermedio di Nematodi e vettore di Protozoi e di uova di Nematodi e Cestodi, emesse tramite le feci dell'insetto.

Le malattie portate dalla Blatta orientalis sono molteplici e pericolose: dalla salmonellosi al colera, causato dal batterio Vibrio cholerae, a fenomeni di dissenteria, legati agli enterobatteri, all'epatite A e alla poliomielite.

Inoltre l'insetto libera nell'aria sostanze che possono causare l'insorgere di varie disturbi allergici in persone predisposte a tali patologie.

## Metodi di lotta
Per difendersi dalle infestazioni innanzitutto è necessario adottare dei meccanismi di prevenzione come l'accurata pulizia e la chiusura di ogni interstizio dei muri e dei pavimenti. Il raggiungimento dei luoghi domestici avviene frequentemente tramite gli imballaggi, in cui vengono deposte le ooteche, per cui è utile estrarre al più presto i contenuti dagli imballaggi. È necessario inoltre provvedere in breve tempo a disfarsi degli imballaggi stessi.

Per il monitoraggio sono mezzi fondamentali le trappole. È facile inoltre accorgersi della presenza di questi insetti accendendo luci in stanze buie, soprattutto in orario notturno: essi prediligono infatti ambienti oscuri e se sorpresi da una forte illuminazione, si muovono freneticamente alla ricerca di zone d'ombra o ripari.
Attualmente il metodo più efficace per liberarsi delle blatte è utilizzare un'esca alimentare che loro riporteranno nel nido e distribuiranno all'intera colonia, determinandone la morte.